# Oui madame

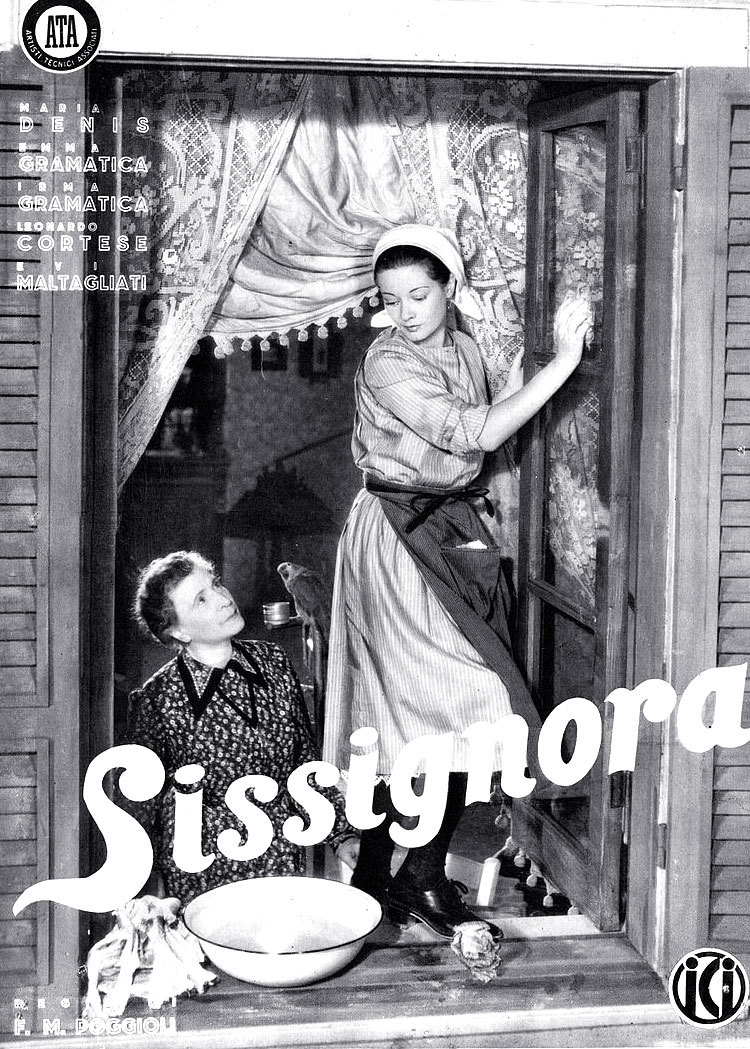
Affiche du film Oui Madame.

Oui madame (titre original : Sissignora) est un film italien réalisé par Ferdinando Maria Poggioli et sorti en 1942.

## Synopsis
Cristina (María Denis), une jeune domestique au service de deux vieilles dames, les sœurs Robbiano, vit une idylle partagée avec le neveu de celles-ci. Mais les deux tantes jugent cet amour inconvenant : la bonne est congédiée et le garçon sévèrement réprimandé. Cristina travaille bientôt chez une veuve accueillante, mère d'un enfant attachant, Giorgetto. Cristina l'entoure de soins, et lorsque le petit garçon contracte une scarlatine, elle se dévoue sans ménagements. Mais, elle est, à son tour, atteinte de la même maladie. Hospitalisée, Cristina décède dans la solitude. Lorsque les sœurs Robbiano se déplacent pour lui rendre visite, il est déjà trop tard...

## Fiche technique
- Titre original : Sissignora
- Titre français : Oui madame
- Réalisation et montage : Ferdinando Maria Poggioli
- Adaptation et scénario : Anna Banti, Emilio Cecchi, Bruno Fallaci, Alberto Lattuada d'après le roman éponyme de Flavia Steno
- Assistant réalisateur : A. Lattuada
- Photographie : Carlo Montuori - Noir et Blanc/1,37 : 1
- Décors : Fulvio Paoli (nom réel : Fulvio Jacchia)
- Ensemblier : Erminio Loy
- Costumes : Maria De Matteis
- Musique : Felice Lattuada
- Production : A.T.A. Milan
- Directeur de production : Libero Solaroli
- Durée : 82 minutes (94 min. en Italie)
- Pays de production :  Royaume d'Italie
- Date de sortie : 20 février 1942 Royaume d'Italie
- Genre : Film dramatique

## Distribution
- María Denis : Cristina Zunino
- Emma Gramatica : Lucia Robbiano
- Irma Gramatica : Anna Robbiano
- Leonardo Cortese : Vittorio
- Rina Morelli : sœur Valeria
- Evi Maltagliati : madame Valdata
- Silverio Pisu : le petit Giorgetto
- Roldano Lupi : l'amant de madame Valdata

## Commentaire
- Jean A. Gili soutient que si Ferdinando Maria Poggioli n'avait pas trouvé la mort accidentellement, il aurait pu apporter une contribution importante au mouvement néoréaliste. Sissignora, en particulier, semble confirmer cette assertion. Outre le réalisme des lieux et des personnages[1] (...) - exceptionnel à cette époque-là -, le film se démarque d'une vision trop uniment mélodramatique et se signale par une « habile dénonciation de l'hypocrisie ambiante. »[2] « À la compassion du roman qui met au premier plan le destin de la victime, le metteur en scène substitue la condamnation - muette, fulminante, d'un fort effet -  de l'insensibilité bourgeoise. (...) Le film stigmatise les préjugés de classe qui gouvernent la vie sociale (...) », estime Fernaldo Di Giammateo[3]
- L'actrice María Denis dit, quant à elle : « (...) La possibilité d'interpréter un film simplement avec l'expression, avec le regard et avec l'âme, était pour moi quelque chose de très intéressant. (...) Le personnage du film m'est resté cher parce qu'il y avait de la vérité à exprimer. »[4] Nous songeons ainsi, plus d'une fois, à la Calamai d' Ossessione ou à la Magnani de Roma città aperta.